# Herald Square
Herald Square é um bairro nova-iorquino formado pela intersecção da Broadway com a Sexta Avenida (oficialmente nomeada Avenida das Américas) e com a 34th Street na borough de Manhattan. O bairro recebeu este nome por causa do jornal New York Herald, agora extinto, cuja editora ficava no bairro.